# Santana Lopez
Santana Diabla Lopez è un personaggio della serie televisiva Glee, interpretato da Naya Rivera. Nella terza stagione si fidanzerà con Brittany Pierce e nella sesta stagione le due si sposeranno.

## Il personaggio

### Aspetto fisico e personalità
Fisicamente, Santana Lopez è una bella ragazza alta, snella e con pelle, occhi e capelli scuri. Nelle prime tre stagioni l'abito che indossa più spesso è l'uniforme da cheerleader, ma col passare del tempo indosserà abiti più comodi. Caratterialmente, è una ragazza dal carattere molto forte. Dotata di una notevole astuzia e cattiveria, riesce ad attuare piani subdoli ed astuti per avere ciò che vuole ed è solita insultare le persone, anche se queste le stanno simpatiche (lo fa spesso con i membri del Glee club). È molto sicura di sé ed infatti si vanta spesso, definendosi più volte una star. Nonostante questo, non è davvero malvagia e con le persone a cui tiene molto, come Brittany, è molto dolce e protettiva. All'inizio della serie ha solo relazioni occasionali e va a letto con i ragazzi per divertimento (come quando, verso la fine della prima stagione, ha un rapporto sessuale con Finn), ma col passare del tempo emergerà la sua omosessualità e si fidanzerà con Brittany, che sposerà alla fine della sesta stagione.

### Prima e Seconda Stagione
Santana Lopez è una popolare cheerleader del liceo McKinley, compagna di squadra di Quinn Fabray e Brittany Pierce; frequenta occasionalmente Noah Puckerman. Sue Sylvester incoraggia le tre ragazze ad entrare nel glee club come spie per causarne la distruzione dall'interno. Quando Quinn viene travolta dallo scandalo della sua gravidanza, Santana prende il suo posto come capitano delle cheerleader. Nel frattempo lascia Puck, dicendogli che non è alla sua altezza, mentre Brittany si lascia sfuggire la notizia che lei e Santana sono state a letto insieme. Quando entrambe vengono accusate di aver dato a Sue Sylvester la lista delle canzoni che le Nuove Direzioni avrebbero cantato alle Provinciali, Santana si difende spiegando che niente la costringe a restare nel coro se non ha voglia di farlo.
Dopo la gara, Sue assegna a Santana e Brittany il compito di sedurre Finn ed umiliare in questo modo la sua ragazza, Rachel. In seguito Brittany consiglia a Santana di prendersi la sua verginità; Finn accetta ma in seguito se ne pente e considera l'accaduto come insignificante. Quando Puck inizia a frequentare Mercedes, Santana ne è gelosa e l'attacca cantando il duetto The Boy Is Mine.
Durante l'estate successiva, Santana si fa impiantare delle protesi al seno. Una volta scoperto, Sue le toglie il titolo di capitano e lo restituisce a Quinn, che si era rimessa in forma dopo la gravidanza. Santana e Brittany continuano la loro relazione, finché la seconda non si fidanza con Artie Abrams causando la gelosia di Santana. Quando il glee club mette in scena lo spettacolo teatrale The Rocky Horror Show, lei ottiene il suo primo assolo, interpretando la canzone d'apertura. In seguito fa sapere a Rachel di essere andata a letto con Finn, che glielo aveva tenuto nascosto; la notizia provoca la rottura del rapporto tra i due.
Quando Sue chiede esplicitamente a Quinn, Brittany e Santana di scegliere tra i Cheerios e il Glee club, le ragazze decidono inizialmente di restare nella squadra per continuare ad essere popolari ma in seguito Finn le convince a cambiare idea. Santana scopre che Finn e Quinn si stanno di nuovo frequentando, alle spalle del fidanzato di lei, Sam Evans. Santana decide di rivelare la loro relazione attaccando a Finn la mononucleosi che aveva preso apposta e sapendo che chiunque lui avrebbe baciato avrebbe preso la malattia.Quando entrambi si ammalano Sam chiede spiegazioni e Quinn si inventa che aveva fatto a Finn la respirazione bocca a bocca. Sam spera che sia la verità, ma successivamente capisce di essere stato tradito e Santana si offre a lui come amante.
Brittany sostiene di essere confusa riguardo ai suoi sentimenti per Santana, che vuole continuare la loro relazione senza scegliere un'etichetta con cui definirla. Le due amiche chiedono consiglio a Holly Holliday, che le aiuta a fare chiarezza: Santana ammette di amare solo Brittany, quest'ultima contraccambia ma poiché ama anche Artie non è pronta a lasciarlo per lei.
In seguito intraprenderà una faida con Dave Karofsky che l'ha pubblicamente umiliata, tirandole la prima granita della sua vita. La faida con Dave, termina quando la stessa Santana si accorge che Dave come lei mente sull'orientamento sessuale. Così i due decidono di diventare una coppia bluff, si candidano a re e reginetta del ballo e fondano un gruppo a scuola contro gli atti di bullismo, per farsi belli agli occhi di tutti, perché così Santana spera di diventare reginetta e portare Brittany dalla sua parte; il sogno sfuma e, spaventata che qualcuno possa aver capito la verità su di lei, vorrebbe trasferirsi in una colonia lesbica; Brittany la convince a non farlo e a restare con loro, dicendole che ha votato per lei. Nell'ultimo episodio della seconda stagione Santana si riappacifica con Quinn, che le confessa di rimpiangere i vecchi tempi, quando entrambe erano tra le più belle e popolari della scuola con una vita apparentemente perfetta, Santana allora le risponde che nonostante il Glee club le abbia fatte peggiorare agli occhi degli altri, ha migliorato loro stesse.

### Terza Stagione
All'inizio della terza stagione, Santana è intenzionata a finire le superiori come le ha iniziate, da capitana dei Cheerios e ai vertici della piramide sociale.
Riottiene infatti quasi subito il posto come capitano delle cheerleader, che deve però condividere con Becky Jackson, ragazzina down che ricorda a Sue Sylvester sua sorella defunta. La cooperazione tra Glee club e cheerleader che voleva ottenere la ragazza dura però ben poco, infatti questa viene persuasa da Sue a dare fuoco ad uno dei pianoforti viola, nuovo simbolo del glee club, durante un'esibizione. A causa di questo evento il professor Will Schuester è costretto a cacciarla. Durante questo periodo al di fuori del glee club, Santana decide di provare a ricucire la sua storia con Brittany Pierce che nel frattempo, lasciatasi con Artie Abrams è pronta a stare con lei, nonostante ciò Santana, ancora riluttante ad ammettere la propria omosessualità, le chiede di tenere nascosta la relazione.
Rientrata nel glee club, Santana ottiene la parte di Anita, nel musical West side story, realizzato dalla scuola, ma stufa delle continue predilezione del professor Schuester nei confronti di Rachel Berry e Blaine Anderson, lascia le nuove direzioni insieme a Brittany per unirsi a Mercedes Jones nell'altro glee club della scuola fondato da Shelby, le note moleste. La rivalità tra i due gruppi canori cresce considerevolmente, e nonostante la leader formale delle note moleste sia Mercedes, Santana sembra prendere il comando, scontrandosi sempre più frequentemente con Finn Hudson, capitano delle nuove direzioni, sino ad arrivare alle mani, dopo la brillante performance di Rumour Has It e Someone like You delle Note Moleste perché l'omosessualità di Santana è ormai nota a tutti e quest'ultima ne attribuisce in parte la colpa a Finn. Nell'episodio successivo Santana rischia la sospensione ma Finn la difende, dicendole che lui tiene a lei e decide di organizzare una serie di esibizioni del glee club per fare accettare a Santana la sua omosessualità. Questa, inizialmente turbata, apprezza poi il gesto dei suoi amici. Le provinciali vengono vinte dalle nuove direzioni, e dopo essersi fatte promettere almeno un numero in ogni esibizione, Santana, Brittany e Mercedes tornano a farne parte. La relazione con Brittany continua alla luce del sole, Santana fa coming out con i suoi genitori e con la nonna materna, che però la ripudia. Le regionali vengono vinte dalle nuove direzioni e Santana si candida come Reginetta del ballo. Allo spoglio dei voti però, la vincitrice risulta essere Quinn Fabray, ma le due ragazze, abituate alla popolarità e alla vittoria, decidono di nominare reginetta Rachel, per la quale il titolo di reginetta avrebbe significato moltissimo. Vinte anche le nazionali, per Santana inizia un periodo felice, anche se scopre che Brittany è stata bocciata, lei si diploma, è indecisa se andare a cercare fortuna a New York oppure andare al college per cui ha vinto una borsa di studio e restare così vicina a Brittany.

### Quarta Stagione
Santana va al college: l'impegno ruba un sacco di tempo alla sua relazione con Brittany che è diventata molto dura perché le due si vedono solo tramite Skype. Santana cerca di tornare a casa almeno una volta ogni due settimane per passare un po' di tempo con la fidanzata, una di queste volte Brittany la convince ad andare a un Club Cristiano, di cui fanno molti membri del Glee, che affronta l'argomento della fine del mondo e del rapimento della chiesa. Santana dice a Brittany che secondo lei non dovrebbe fare parte di questo Club ma la bionda le dice che lei non vuole mai più rimanere sola perché quando Santana se n'è andata lei è rimasta sola e ha sofferto molto. Sentendo queste parole Santana decide di lasciare Brittany dicendole che non è una rottura ufficiale, non vuole che lei si senta obbligata dalla loro relazione a distanza non facendo così esperienze. La loro storia finisce in maniera molto drammatica, Santana le canta Mine di Taylor Swift e le ricorda che lei amerà sempre Brittany più di tutti gli altri, Brittany le dice che per lei è lo stesso.
Santana torna al college per poi tornare a Lima quando viene chiamata da Finn per interpretare Rizzo nel musical di Grease, lei accetta solo per vedere Brittany che dice a Santana che le manca molto e che non frequenta nessuno al momento. Santana ricorda a Brittany che non sarebbe un male se lei stesse con qualcuno ma è comunque molto felice della notizia.
La latina tornerà al McKinley per le provinciali del Glee e farà da mentore a Marley e quando scopre che prende dei lassativi va da Quinn per informarla che Kitty, la sua discepola, è cattiva e manipolatrice. Quinn le dice che dato che oramai sono adulte la mora dovrebbe smettere di essere gelosa di lei. Le due inizieranno a litigare e alla fine si schiaffeggiano. S e Q faranno pace qualche puntata dopo quando insieme andranno a New York per dissuadere Rachel a fare una scena in topless. Santana affermerà che New York sembra fatta proprio per lei. Ormai coinquilina di Kurt e Rachel, rivela a quest'ultima che il suo ragazzo è un gigolò. Dapprima la Berry non le crede e quindi si arrabbia molto con lei, ma quando le accuse si rivelano fondate il loro rapporto diventa più solido.
Santana tornerà a Lima non appena scoprirà che Brittany e Sam stanno insieme. Farà una fantastica performance da Diva e fingerà che una delle ballerine sia la sua ragazza. Santana avrà uno scontro con Sam dove faranno un duetto per aggiudicarsi l'amore di Brittany. Alla fine della canzone Sam capisce che Santana è ancora innamorata di Britt ma che lei non può fare nulla e di lasciarla andare ma Santana dirà: MAI. Le due ragazze avranno un confronto alla fine della puntata dove Brittany le dirà che non vuole lasciare Sam e che lei dovrebbe andare a New York e trovarsi una fidanzata ma non una migliore amica perché quel posto è già stato assegnato, le due si baceranno e poi la bionda se ne andrà lasciando sola Santana che canterà "Girl is on fire" metà al McKinley e metà a New York dove abiterà con Kurt e Rachel.
Al matrimonio nel professor Schuester si riuniscono tutti i membri del vecchio Glee club. Quinn e Santana saranno molto in sintonia e Quinn inizierà a fare complimenti e apprezzamenti a Santana che inizialmente ne rimane alquanto sorpresa, poi grazie anche all'alcol le due andranno a letto insieme. Quinn le dirà che è stato bello ma che per lei è stata un'esperienza da una volta sola; la latina le dice di non preoccuparsi perché non era niente di serio. Quinn chiede a Santana che cosa succederà ora tra loro e Santana le risponde che ha 2 opzioni, può andare via oppure possono renderla un'esperienza da due volte: la bionda sceglie la seconda.

### Quinta Stagione
A New York, dopo la rottura con Brittany, Santana conosce una nuova ragazza: Dani, con la quale si fidanza. In più forma una rock band con Kurt, Rachel, Dani e Elliot. Dopodiché, non contenta della monotonia della sua vita a New York, decide di fare il provino per il ruolo da sostituta di Rachel nel musical Funny Girl. Rachel, furiosa, litiga con lei e decide di andarsene. Circa una settimana dopo, Santana torna a Lima per la 100ª e ultima lezione del Glee club; qui incontra Brittany, che le dice di voler rimettersi insieme, ma Santana la avverte della sua relazione con Dani. Sempre a Lima, la ragazza si riappacifica con Rachel, e poi parte con Brittany per un viaggio. Una volta tornata, convince Rachel a fare la sua prima per Funny e incide una canzone con Mercedes.

### Sesta Stagione
Tornata per aiutare Rachel a reclutare nuove voci per il glee, Santana chiede a Brittany di sposarla, quest'ultima accetta e così celebrano la cerimonia insieme a Kurt e Blaine.

## Sviluppo

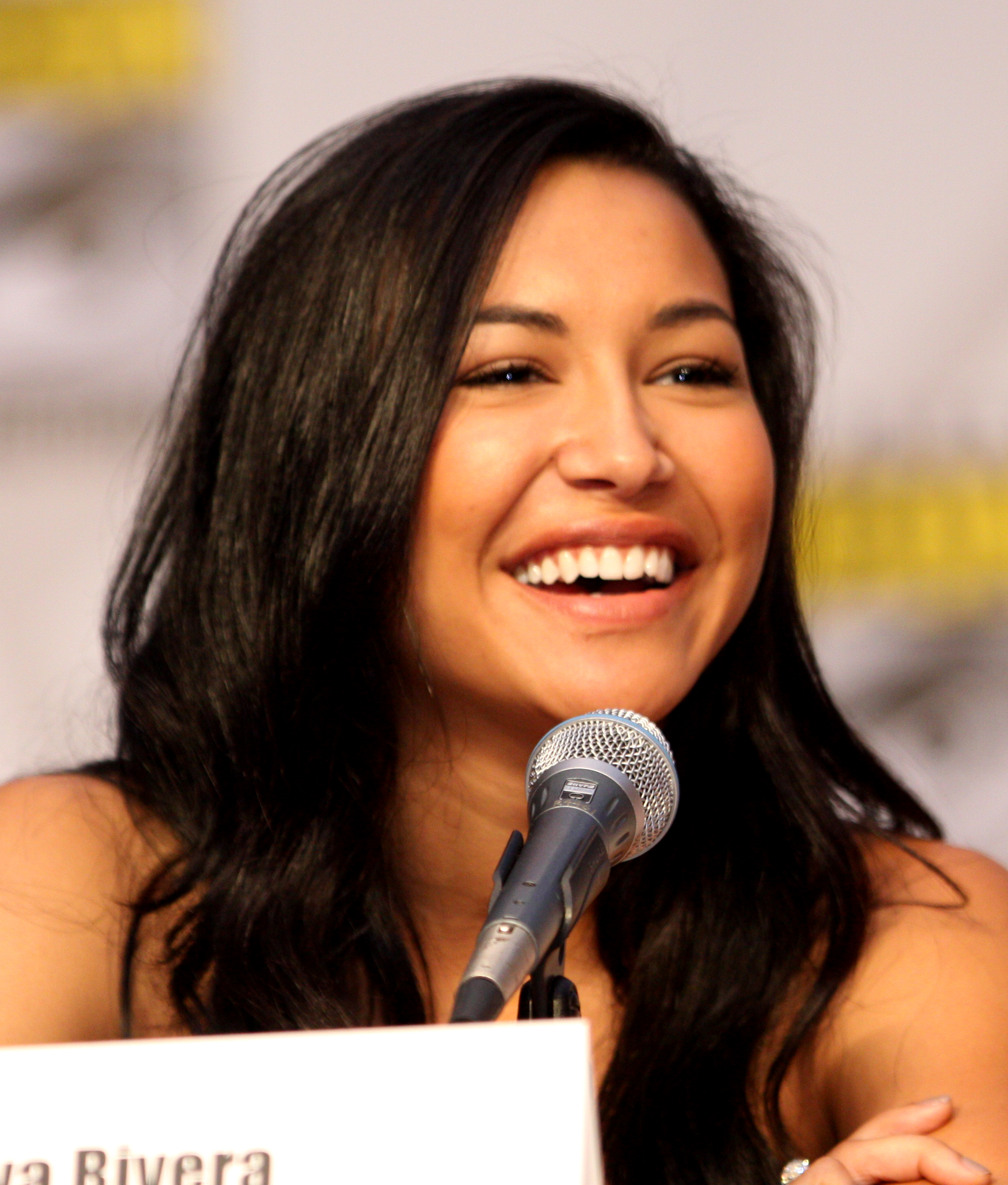
Naya Rivera

La Rivera ha preparato il ruolo di Santana guardando film come Mean Girls per «sentirsi come una vera stronza del secondo anno.» L'attrice ha descritto Santana come «la tipica cheerleader liceale, almeno per la maggior parte», spiegando «è davvero perfida e ama i ragazzi. È piuttosto astuta, perciò adoro interpretarla». Naya caratterizza Santana come «un po' una cattiva ragazza» che è «piuttosto irritabile e sempre pronta a sferrare commenti arguti.» Alla Rivera piace il fatto che Santana sia competitiva e testarda, poiché anche l'attrice condivide le stesse caratteristiche; al contrario, prova antipatia per la sua perfidia. Ha deciso di fare il provino per Glee poiché le è sempre piaciuto cantare, ballare e recitare, ma non aveva mai avuto l'opportunità di combinare le tre abilità in un unico progetto. Trova il lavoro impegnativo, specialmente le parti di danza, e nel giugno 2009 ha dichiarato che il momento più memorabile fino ad allora era essersi esibita nel pezzo I Say a Little Prayer. Il ruolo di Santana cresce notevolmente negli ultimi nove episodi della prima stagione. Rivera ha commentato: «ha disseminato discordia su fidanzati, figli e insegnanti – è il terrore della scuola, e continuerà a fare la parte del cattivo.» Nonostante Santana continui a calpestare gli altri per ottenere ciò che vuole, ha mostrato momenti di compassione e lealtà nei confronti del glee club.
La Rivera ha dichiarato di appoggiare il rapporto tra Santana e Brittany; nell'aprile 2010, quando le venne chiesto chi secondo lei fosse l'anima gemella di Santana, l'attrice ha risposto: «Credo che Brittany sia la sua anima gemella. Credo che finiranno insieme. Si amano.» Un mese più tardi ha specificato: «Penso che si innamoreranno. Credo davvero che siano anime gemelle. Brittany la capisce, anche se la maggior parte non la sopporta.»
Nell'episodio della seconda stagione Sexy Santana ammette di provare amore per Brittany; in seguito a questo episodio, l'arco narrativo del suo personaggio sarà incentrato sul suo orientamento sessuale. Brad Falchuk ha spiegato che Santana è riuscita ad ammetterlo a sé stessa, ma fa ancora fatica a fare coming out pubblicamente; ha detto infatti «Santana è lesbica. Potrebbe non essere pronta ad ammetterlo per ora, ma lo è.»

## Performance musicali
| Episodio                   | Titolo della canzone                          | Artista originale             | Con                                                                         |
| -------------------------- | --------------------------------------------- | ----------------------------- | --------------------------------------------------------------------------- |
| Come Madonna               | Like a Virgin                                 | Madonna                       | Emma Pillsbury, Will Schuester, Jesse St. James, Rachel Berry e Finn Hudson |
| Senza voce                 | The Boy Is Mine                               | Brandy e Monica               | Mercedes Jones                                                              |
| Britney/Brittany           | Me Against the Music                          | Britney Spears (feat.Madonna) | Brittany Pierce                                                             |
| Sfida a coppie             | River Deep - Mountain High                    | Ike & Tina Turner             | Mercedes Jones                                                              |
| The Rocky Horror Glee Show | Science Fiction/Double Feature                | The Rocky Horror Show         | solista                                                                     |
| The Rocky Horror Glee Show | Touch-a, Touch-a, Touch-a, Touch Me           | The Rocky Horror Show         | Emma Pillsbury, Brittany Pierce, Will Schuester                             |
| Nuove direzioni            | Valerie                                       | The Zutons                    | solista                                                                     |
| Sexy                       | Landslide                                     | Stevie Nicks                  | Holly Holliday e Brittany Pierce                                            |
| La nostra canzone          | Troutymouth                                   | Santana Lopez                 | solista                                                                     |
| Pettegolezzi               | Songbird                                      | Fleetwood Mac                 | solista                                                                     |
| Il ballo                   | Dancing Queen                                 | ABBA                          | Mercedes Jones                                                              |
| Dirsi addio                | Back to Black                                 | Amy Winehouse                 | solista                                                                     |
| Esprimi un desiderio       | Candyman                                      | Christina Aguilera            | Brittany Pierce, Mercedes Jones                                             |
| La prima volta             | A Boy Like That                               | West Side Story               | Rachel Berry                                                                |
| La prima volta             | America                                       | West Side Story               | Noah Puckerman, Tina Cohen-Chang, Rory Flanagan                             |
| La guerra dei Glee Club    | Hit Me With Your Best Shot/One Way Or Another | Pat Bentar/Blondie            | Finn Hudson, Nuove Direzioni, Note Moleste                                  |
| La guerra dei Glee Club    | Rumor Has It/Someone like You                 | Adele                         | Mercedes Jones, Note Moleste                                                |
| Michael                    | Smooth Criminal                               | Michael Jackson               | Sebastian Smythe                                                            |
| Le elezioni                | I Kissed a Girl                               | Katy Perry                    | Rachel Berry                                                                |
| Addio, Finn                | If I die young                                | The Band Perry                | solista                                                                     |